# Andrej Bauer
Andrej Bauer, slovenski matematik, * 11. maj 1971. 
Bauer je profesor računalniške matematike na Fakulteti za matematiko in fiziko Univerze v Ljubljani v Sloveniji. Opravlja raziskave na področju logike, konstruktivne in izračunljive matematike, teorije tipa, in semantike programskih jezikov. 

## Izobraževanje in kariera
Doktoriral je s področja računalniške analize in topologije na Univerzi Carnegie Mellon leta 2000. Njegov mentor je bil Dana Stewart Scott. Za disertacijo je prejel študentsko nagrado. Vrnil se je v Slovenijo in poučuje na Univerzi v Ljubljani, kjer je leta 2014 napredoval do profesorja računalniške matematike.
Bauer je bil glavni koordinator za 47. mednarodno matematično olimpijado, ki je potekala v Sloveniji leta 2006.
Ameriško matematično društvo (AMS) mu je leta 2022 za članek »Pet korakov v sprejemanju konstruktivne matematike« podelilo nagrado Levija L. Contanta, ki je nagrada za najboljši ekspozicijski članek, objavljen v glasilih AMS v zadnjih petih letih.